# NGC 777
NGC 777 (други обозначения – UGC 1476, MCG 5-5-38, ZWG 503.67, PGC 7584) е елиптична галактика (E1) в съзвездието Триъгълник.
Обектът присъства в оригиналната редакция на „Нов общ каталог“.